# Santa María del Águila
Santa María del Águila es una localidad española de la provincia de Almería, perteneciente al municipio de El Ejido. Está situada en la parte central de la comarca del Poniente Almeriense, a unos 3 km al este del núcleo principal de El Ejido y a 30 km de la capital provincial, junto a la Rambla del Águila, que desciende desde la sierra de Gádor en sentido norte-sur.
Su población en 2023 fue de 10.669 habitantes (INE).
La Carretera Nacional 340a cruza el pueblo, convertida en un Bulevar desde el año 2000. Cuenta con accesos desde la Autovía del Mediterráneo, con la salida del Polígono industrial de la Redonda y la salida por la zona este de El Ejido.

## Historia
Su origen se remonta a los primeros años del siglo XX, cuando formaba parte del antiguo municipio de  Dalías. Alrededor de la Venta de Cazurro se fue creando un pequeño núcleo que se llamó originariamente La Aldeilla. Para referirse al pueblo, es muy común llamarlo "La Aldeilla".

## Demografía
Según el Instituto Nacional de Estadística de España, en el año 2023 Santa María del Águila contaba con 10.669 habitantes censados, lo que representa el 11,86% de la población total del municipio, y la pedanía más grande del mismo.

## Economía y sociedad
Su actividad económica principal es la agricultura intensiva basada en el invernadero, seguida de la industria pues cuenta con varios polígonos industriales entre los que destaca el de La Redonda.

## Monumentos
Al ser una población joven únicamente se puede incluir en este apartado la iglesia parroquial, dedicada a Santa María Madre de la Iglesia. Una construcción iniciada en la década de 1960. Sobresalen las vidrieras (murales) del edificio, destacando sobre todos ellos el que representa a Santa María Madre de la Iglesia que preside la pared frontal del templo. Consta de la imagen de Santa María con el Niño en brazos.
Desde el 11 de septiembre de 1994, la parroquia ha estado regentada por los religiosos de la Orden de Agustinos Recoletos hasta el 15 de septiembre de 2013. A partir de esa fecha, la parroquia está regentada por sacerdotes de la diócesis de Almería.
Al otro lado de la rambla, en una zona sin edificar, se encuentra una pequeña estatua ya derruida con forma de cruz. Cuenta la historia que es un monumento en recuerdo del fusilamiento de varias personas durante la guerra civil española, aunque se desconocen sus nombres.

## Fiestas
La fiesta principal de Santa María del Águila es la fiesta en honor a Santa María Madre de la Iglesia que se celebra el último domingo del mes de mayo. La imagen se encuentra en la iglesia del pueblo, que ha sido recientemente restaurada. Además en el recinto ferial se hace "la feria de los huevos" donde es tradición comer huevos con chorizo.
También es de destacar la procesión que se hace del Corpus Christi que tiene lugar sesenta días (aproximadamente) después del Domingo de Resurrección. En el pueblo se montan, en diferentes lugares, pequeños altares realizados por los habitantes del pueblo y cada uno de ellos es visitado en la procesión. Cabe destacar que los niños que ese año han hecho la comunión adquieren un papel más activo echándole pétalos de flores a la Custodia en cada uno de los altares.
Otra de las fiestas tradicionales es la Semana Santa en la que, además de las eucaristías y oficios propios de estas fechas, el Jueves Santo se hace el Vía Crucis por las calles de la pedanía (llevando en procesión al Cristo) y el Viernes Santo se hace una procesión en honor a la Virgen de los Dolores y el Cristo de la Paz, a cargo de la cofradía del Santísimo Cristo de la Paz y Nuestra Señora de los Dolores. Cabe destacar la representación  del Auto Sacramental "Jesucristo, sus últimos días" por parte de los miembros de la cofradía del pueblo. A pesar de ser una población pequeña, cuenta con dos tronos para Semana Santa, con una procesión peculiar, pues es la única de todo el municipio en la cual se sube al Cristo al trono durante la procesión. Esto ocurre al principio de la misma, cuando un verdugo toca a las puertas de la Iglesia, sacan la imagen y la colocan en el trono.
Además se celebra el segundo domingo de mayo las fiestas en honor a San Pancracio perteneciente al barrio de Venta Carmona. Además de los festejos cívicos programados para esta ocasión, destaca la Misa Solemne y la procesión por las calles de la población hasta la parroquia de Santa María del Águila.